# Licheń Stary
Licheń Stary è una frazione del comune di Ślesin, nel distretto di Konin del voivodato della Grande Polonia.
Si trova circa 14 km a nord-est di Konin e 100 km a est della capitale regionale, Poznań.

## Monumenti e luoghi d'interesse

### Architetture religiose
- Santuario di Nostra Signora di Licheń, completato nel 2004, è la chiesa più grande della Polonia. La cupola è alta 103 metri e la torre campanaria 141 metri[1].